# Blanche Van Parys
Blanche Van Parys, née Blanca de Selva y de Serigny le 20 juin 1916 à Madrid, est une artiste peintre et illustratrice qui a également réalisé des costumes et des décors de théâtre. 

## Biographie
Ses fiançailles avec le compositeur Georges van Parys sont annoncées le 10 février 1936 dans la presse française et le mariage est enregistré le 18 février 1936 à Neuilly-sur-Seine. C'est sous son prénom francisé et son nom de femme mariée que Blanche Van Parys signe ses œuvres. Blanche Van Parys est considérée par ses contemporains comme une artiste surréaliste. En effet, dans une critique sur l'exposition de Blanche Van Parys à la Galerie Hermann à Paris en 1946, le critique d'art Léon Degand écrit : « La peinture de Blanche Van Parys ne craint pas de s’inspirer du surréalisme ». 
La même année, Blanche Van Parys expose à la galerie Lou Cosyn, connue pour exposer les artistes surréalistes. Elle y expose quatorze peintures ainsi que des illustrations réalisées pour une réédition du récit Aurélia de Gérard de Nerval, en préparation aux Éditions Lumières. C'est Denis Marion qui préface le prospectus de cette exposition. Il y présente Blanche Van Parys comme une artiste surréaliste et dit de ses tableaux qu'ils  « représentent la matérialisation d'une idée ou d'un sentiment ». Une autre critique de cette exposition par Blaise Distel indique que Blanche Van Parys « peint [...] ses visions poétiques ». 
Elle possédait également une petite boutique appelée La Fenêtre de Paris, dans laquelle elle vendait des bijoux, des foulards et des mouchoirs peints de sa main. Elle y organisait parfois des expositions d'œuvres surréalistes, notamment de Leonor Fini, Paul Delvaux ou Max Ernst. 
Blanche Van Parys serait décédée à Aigaliers près d'Uzès en novembre 1986. 

## Expositions
- 1944 : La Boite à musique
- 1945 : Salon d'Automne à Paris
- 1946 : Galerie Lou Cosyn à Bruxelles
- 1946 : Galerie Hermann à Paris

## Œuvres
- Blanche Van Parys, Portrait de Denis Marion, non daté, huile sur toile marouflée sur bois (Bruxelles, Service des Archives, patrimoine et réserve précieuse de l'Université libre de Bruxelles).
- Blanche Van Parys, Sans titre, non daté, aquarelle sur papier (Bruxelles, Service des Archives, patrimoine et réserve précieuse de l'Université libre de Bruxelles).
- Blanche Van Parys, Nature morte aux Fleurs, 1959, huile sur toile (Localisation inconnue).
- Blanche Van Parys, Place des Vosges, 1981, huile sur toile (Localisation inconnue).
- Blanche Van Parys, La Forêt aux Fées, 1983, huile sur toile (Collection privée).

## Illustrations
- Denis Marion, Le Courage de ses actes, 1945, Éditions Lumière (Bruxelles).
- Gérard de Nerval, Aurélia, 1946, Éditions Lumière (Bruxelles).